# Kristin Kloster Aasen

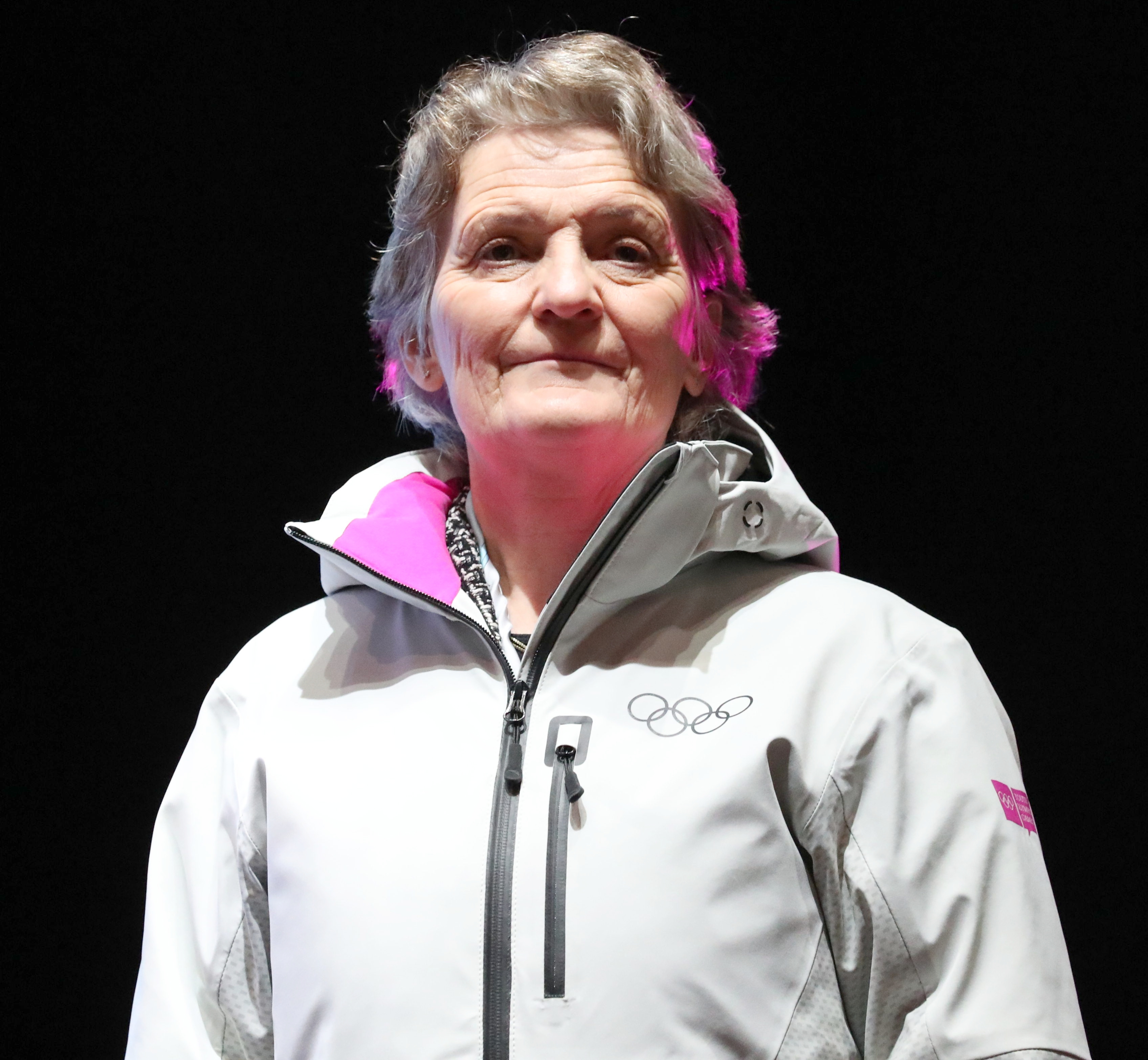
Kristin Kloster Aasen (2020)

Kristin Kloster Aasen  (* 4. Januar 1961) ist eine norwegische Rechtsanwältin und Sportfunktionärin.

## Allgemeines
Kristin Kloster Aasen belegte bis 1980 Studienkurse in Geschichte und Politikwissenschaft an der University of Minnesota. Im Anschluss ging sie an die Universität Oslo und studierte Kriminologie. 1990 wurde sie Rechtsanwältin. Seit 1989 betreibt sie eine Pferdezucht für Warmblüter in der britischen Grafschaft West Sussex. Sie ist als Beraterin und Managerin für verschiedene norwegische Unternehmen tätig.

## Sportadministration
Von 1976 bis 1992 betrieb Kristin Kloster Aasen aktiv Reitsport. 1996 trat sie dem Organisationskomitee der Oslo Horse Show bei. 2004 trat sie dem norwegischen NOK bei, dessen erste Vizepräsidentin sie seit 2015 ist. 

## IOC-Mitgliedschaft
2017 wurde Kristin Kloster Aasen zum IOC-Mitglied gewählt und ersetzte den aus Altersgründen zurückgetretenen Gerhard Heiberg.